# Стрейт, Беатрис
Беатрис Стрейт (англ. Beatrice Straight, 2 августа 1914 — 7 апреля 2001) — американская актриса, обладательница премий «Оскар» и «Тони».

## Биография
Беатрис родилась 2 августа 1914 года в деревне Олд-Уэстбери (англ.) (штат Нью-Йорк, США) в семье банкира Уилларда Дикермана Стрейта (англ.) и Дороти Пэйн Уитни (англ.). Её отец умер во время эпидемии гриппа во Франции во время службы в американской армии в Первую мировую войну когда ей было четыре года.
После второго замужества матери на британском агрономе Леонарде К. Элмхирсте (англ.) её семья переехала в графство Девон (Великобритания). Там Беатрис получила образование в Дарлингтон-холл (англ.) и занялась актёрской карьерой в любительских театральных постановках. В начале 1930-х вернулась в США, в Сиэттл, где училась в Школе Нелли Корниш (англ.)
В США она продолжила играть на сцене, а в 1939 году состоялся её бродвейский дебют в пьесе «Одержимый». Наиболее интересными также были её работы в театральных постановках «Двенадцатая ночь» (1941), «Макбет» и «Суровое испытание» (1953), за роль в котором она была удостоена премии «Тони».
Помимо театра Беатрис снималась в кино и на телевидении. Наиболее известным фильмом с её участием стал «Телесеть» (1976), где она сыграла жену неверного мужа в исполнении Уильяма Холдена, за роль которой Беатрис получила премию «Оскар» за «Лучшую женскую роль второго плана». Эта роль остаётся самой короткой (5 мин. 40 сек. экранного времени) в истории «Оскара», удостоенная премии.
Беатрис была дважды замужем. Её первым мужем был Фрэнчман Луис Дольвет, левый активист, редактор журнала «United Nations World», а позже кинопродюсер. В 1949 году они развелись и она сразу же вышла замуж за актёра и продюсера Питера Куксона, от которого родила двоих сыновей.
Последние годы жизни Беатрис страдала от болезни Альцгеймера. Она умерла 7 апреля 2001 года в Лос-Анджелесе от пневмонии в возрасте 86 лет и после смерти была кремирована.

## Избранная фильмография
| Год  | Фильм                           | Роль            | Награды                                               |
| ---- | ------------------------------- | --------------- | ----------------------------------------------------- |
| 1991 | Обман                           | Мать Эдриенн    |                                                       |
| 1990 | Люди как мы (ТВ)                | Мэйзи Вейдурин  |                                                       |
| 1986 | Власть                          | Клэр Хастингс   | Номинация на премию «Золотая малина»                  |
| 1985 | Леденящий (ТВ)                  | Мэрион Крэйтон  |                                                       |
| 1983 | Двое в своем роде               | Рут             |                                                       |
| 1982 | Полтергейст                     | Доктор Лэш      |                                                       |
| 1981 | Бесконечная любовь              | Роуз Акселрод   |                                                       |
| 1980 | Формула                         | Кэй Нили        |                                                       |
| 1979 | Кровная связь                   | Кейт Эрлинг     |                                                       |
| 1979 | Обещание                        | Мэрион Хиллиард |                                                       |
| 1976 | Телесеть                        | Луиза Шумахер   | «Премия «Оскар» за лучшую женскую роль второго плана» |
| 1964 | Молодые любовники               | Миссис Бёрнс    |                                                       |
| 1959 | История монахини                | Мать Кристоф    |                                                       |
| 1956 | Образцы (англ. Patterns)        | Нэнси Стейплс   |                                                       |
| 1952 | Телефонный звонок от незнакомца | Клэр Фортнесс   |                                                       |

## Награды
- «Оскар» 1977 — «Лучшая женская роль второго плана» («Телесеть»)
- «Тони» 1953 — «Лучшая женская роль в пьесе» («Тигель»)